# Landstingsvalget i Grønland 2002
Landstingsvalget i Grønland 2002 blev afholdt over hele Grønland den 3. december 2002, og valgte 31 repræsentanter til Grønlands Landsting for perioden 2002–2005. Den siddende landsstyreformand Jonathan Motzfeldt (S) var tvunget til at udskrive valg på grund af økonomisk rod. Hans Enoksen blev på forhånd valgt til ny partiformand i Siumut, og partiet vandt valget. Enoksen blev valgt til ny statsminister af Landstinget den 14. december.

## Resultat
| Partier                        | Partier                                 | Stemmer | Procent | Mandater |
| ------------------------------ | --------------------------------------- | ------- | ------- | -------- |
|                                | Siumut (Fremad)                         | 8 151   | 29,1    | 10       |
|                                | Inuit Ataqatigiit (Inuitisk sammenhold) | 7 243   | 25,9    | 8        |
|                                | Atassut (Samhørighed)                   | 5 845   | 20,9    | 7        |
|                                | Demokraterne (Demokraterne)             | 4 558   | 16,3    | 5        |
|                                | Kattusseqatigiit (Kandidatforbundet)    | 1 510   | 5,4     | 1        |
|                                | Arnat Partiiat (Kvindepartiet)          | 686     | 2,4     | 0        |
| Totalt (valgdeltagelse 74,8 %) | Totalt (valgdeltagelse 74,8 %)          | 28 680  | 100,0   | 31       |

### Medlemmer af Landstinget
| Siumut: - Ole Dorph - Hans Enoksen - Ruth Heilmann - Doris Jakobsen - Jørgen Wæver Johansen - Enos Lyberth - Jonathan Motzfeldt - Jens Napatoq - Simon Olsen - Mikael Petersen | Inuit Ataqatigiit: - Agathe Fontain - Ane Hansen - Kuupik Kleist - Aqqaluk Lynge - Josef Motzfeldt - Asii Narup - Johan Lund Olsen - Henriette Rasmussen Atassut: - Jensine Berthelsen - Isak Davidsen - Otto Jeremiassen - Finn Karlsen - Ellen Kristensen - Augusta Salling - Jakob Sivertsen | Demokraatit: - Per Berthelsen - Palle Christiansen - Marie Fleischer - Astrid Fleischer Rex - Per Skaaning Kattusseqatigiit: - Anthon Frederiksen |

### Personlige stemmer (top 10)
- Per Berthelsen - 3.248 stemmer - Nuuk
- Hans Enoksen - 2.807 stemmer - Kullorsuaq
- Josef Motzfeldt - 2.054 stemmer
- Augusta Salling - 1.680 stemmer
- Asii Chemnitz Narup - 957 stemmer
- Jonathan Motzfeldt - 907 stemmer
- Ellen Christoffersen - 699 stemmer
- Kuupik Kleist - 698 stemmer - Nuuk
- Jørgen Wæver Johansen - 580 stemmer - Qaqortoq

Kilde: qinersineq.gl (Webside ikke længere tilgængelig) Valgresultater